# Neasura pellucida
Neasura pellucida är en fjärilsart som beskrevs av De Joan 1928. Neasura pellucida ingår i släktet Neasura och familjen björnspinnare. Inga underarter finns listade i Catalogue of Life.